# Crónica Sebastianense
Uma as versões existentes da Crónica de Afonso III é a Crónica Sebastianense, Ovetense ou Erudita. A outra versão é a Crónica Rotense. Trata-se de um documento histórico (crónica), escrito por Sebastião de Salamanca[carece de fontes?], que abrange a história desde o reinado de Wamba, rei visigodo, até ao final do reinado de Ordonho I, rei das Astúrias.